# Vườn quốc gia Salonga
Vườn quốc gia Salonga là một vườn quốc gia nằm trong lưu vực sông Congo thuộc Cộng hòa Dân chủ Congo. Đây là nơi có rừng mưa nhiệt đới lớn nhất châu Phi với diện tích 36.000 km² Về mặt hành chính, vườn quốc gia thuộc các tỉnh Mai Ndombe, Equateur, Kasaï và Sankuru.

## Lịch sử
Được thành lập vào năm 1956 với tên gọi ban đầu là vườn quốc gia Tshuapa. Ranh giới như hiện tại của vườn quốc gia được thông qua sắc lệnh của tổng thống Mobutu Sese Seko năm 1970. Năm 1984, vườn quốc gia được UNESCO công nhận là Di sản thế giới. Tuy nhiên, do cuộc nội chiến kéo dài ở phía đông đất nước khiến vườn quốc gia này bị đe dọa và nó bị liệt vào Danh sách di sản thế giới bị đe dọa từ năm 1999.
Vườn quốc gia được quản lý bởi Viện Bảo tồn thiên nhiên Cộng hòa Dân chủ Congo và Quỹ Quốc tế Bảo vệ Thiên nhiên kể từ năm 2015. Một sự hợp tác mạnh mẽ tồn tại giữa những người bảo vệ vườn quốc gia và người Iyaelima, với việc các ngôi làng Iyaelima được sử dụng làm đồn bảo vệ. Được biết mật độ Tinh tinh lùn cao nhất xung quanh các làng Iyaelima không gây ra mối đe dọa nào cho các loài biểu tượng của vườn quốc gia.

## Địa lý
Đây là một khu rừng nhiệt đới nguyên sơ nằm trên khu vực giữa thủ đô Kinshasa và Kisangani. Trong vườn quốc gia không có đường và hầu hết chỉ có thể di chuyển bằng thuyền trên sông. Phía nam là nơi sinh sống của những Người Iyaelima có thể tiếp cận qua Sông Lokoro chảy qua trung tâm và phía bắc vườn quốc gia và sông Lula ở phía nam.

## Động thực vật
Vườn quốc gia có hệ động vật phong phú gồm nhiều loài bị đe dọa như tinh tinh lùn, Khỉ Dryas, Khỉ đỏ colobus Tshuapa, Công Congo, Báo hoa mai, Voi rừng châu Phi, Cá sấu mõm dẹt. Một số loài đáng chú ý khác gồm Tê tê đuôi dài, Tê tê đất, Tê tê cây, Cầy mangut mảnh Angola, Hà mã, Beo vàng châu Phi, Lợn lông rậm, Linh dương Bongo, Linh dương lưng vàng, Linh dương Sitatunga, Hươu đùi vằn, Linh dương bụi rậm, Cheo cheo nước và Trâu rừng châu Phi.